# Canumer Kirche

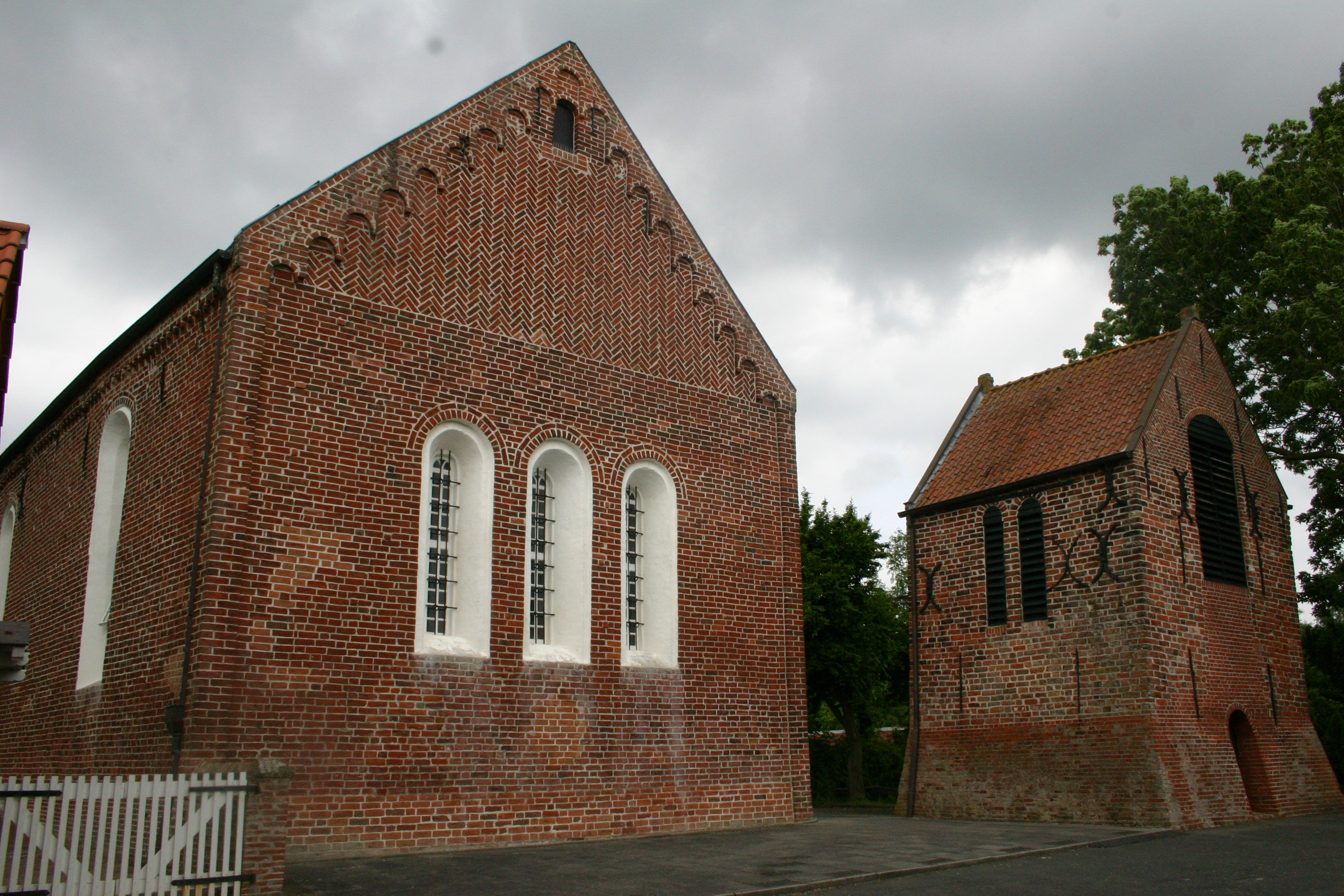
Reformierte Kirche

Die evangelisch-reformierte Canumer Kirche im Ostfriesischen Ort Canum in der Krummhörn wurde in der zweiten Hälfte des 13. Jahrhunderts als spätromanische Saalkirche auf einer Warft gebaut.

## Geschichte und Baubeschreibung
Die Canumer Kirche wurde 1260–1270 als gewölbter Rechteckbau aus Backstein errichtet. Die Kirche war einst St. Jan geweiht, worauf die Inschrift einer alten Canumer Glocke hingewiesen haben soll. Das ursprüngliche Domikalgewölbe aus drei quadratischen Jochen mit spitzbogigen Schild- und Gurtbögen ist erhalten. Das Chorgewölbe findet in einem doppelten Schlussring seinen Abschluss. Von den Gewölbejochen ist das mittlere reicher verziert. Die Mauern werden von einem Fries und Ecklisenen abgeschlossen. Zwei Nischen befinden sich in der Südwand, vier in der Ost- und drei in der Nordwand. In der gerade abschließenden Ostwand sind drei gleich große rundbogige Fenster eingefügt; der Giebel ist mit einem Fischgrätenmuster und einem aufsteigenden Bogenfries verziert. Die ursprünglichen kleinen und hoch sitzenden romanischen Fenster an den Längswänden wurden in der Zeit der Reformation nach unten vergrößert. Die Kirche besaß früher Rundbogen-Portale, eins im Norden für die Frauen und eins im Süden für die Männer, die noch im Mauerwerk erkennbar sind. Im 18. Jahrhundert wurde auf der Lettnerwand eine Empore errichtet, die in der Mitte des 20. Jahrhunderts zusammen mit der Orgel an der Westwand angebracht wurde.
Zum Kirchengelände gehören der angrenzende Friedhof und ein kleiner frei stehender Glockenturm des „geschlossenen Typs“, der aus statischen Gründen einige Meter von der Kirche errichtet wurde und aus der Erbauungszeit der Kirche stammt.

## Ausstattung
Das Innere ist schlicht gehalten. Die Rippen der Gewölbe sind mit ziegelroter Farbe abgesetzt; die ursprüngliche Bemalung ist noch stellenweise erkennbar. Die Einrichtung stammt weitgehend aus dem Ende des 16. Jahrhunderts und spiegelt das neue Bekenntnis der Reformation wider. Der Dreisitz mit Baldachin datiert von 1584 und war für den Prediger und zwei Älteste bestimmt. Die Renaissance-Kanzel wurde vermutlich um 1560 verfertigt und zählt damit zu den ältesten erhaltenen Kanzeln in Ostfriesland. Der Schalldeckel wurde 1773 abgebracht, Kanzelkorb und Abendmahlstisch wurden 1878 erneuert. Die hölzerne Schranke zum Chorbereich wurde unter Verwendung der alten zweiflügeligen Tür aus dem 16. Jahrhundert im 17. Jahrhundert angebracht. Im unteren Bereich ist das spätgotische Faltwerk erhalten. Der Abendmahlstisch an der Ostwand in Gestalt einer hölzernen Truhe aus dem Jahr 1584, in der die Vasa Sacra aufbewahrt werden, ersetzt den ursprünglichen Hochaltar und steht auf bunt glasierten Fliesen. Das Kirchengestühl ist im Gegensatz zu anderen reformierten Kirchen nach Osten ausgerichtet.

## Orgel

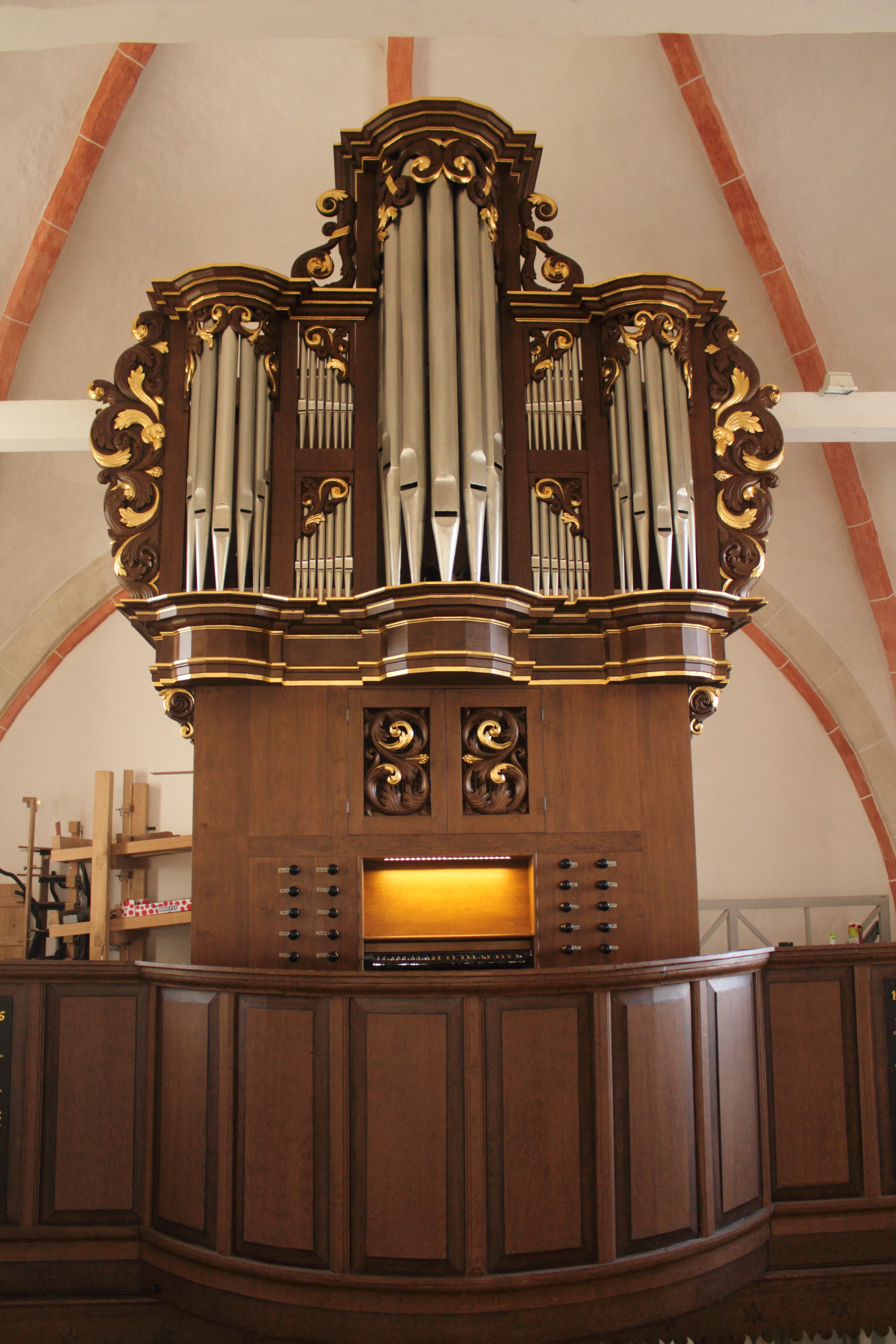
Holy-Orgel in Canum

Erst 1855 erhielt die Gemeinde eine erste Orgel von Brond de Grave Winter mit acht Registern auf einem Manual und angehängtem Pedal, die nach dem Zweiten Weltkrieg abgängig war. 1964 führte Alfred Führer einen Orgelneubau mit sechs Registern durch.
Der Orgelbaumeister Bartelt Immer schuf im Jahr 2010 auf der Grundlage von Werken von Gerhard von Holy eine neue Orgel mit 15 Registern auf zwei Manualen und Pedal. Die Disposition orientierte sich an der verloren gegangenen Holy-Orgel in Nesse (1709–1710). Zudem erwarb die Gemeinde den erhaltenen Prospekt mit einigen originalen Prospektpfeifen von Holy aus Wetter (Ruhr) (1723). Die Originalteile dienten als Grundlage für die Rekonstruktion, während die fehlenden Register anhand der Originalstimmen der Orgel in Dornum und der Orgel in Marienhafe nachgebaut wurden. In einem zweiten Bauabschnitt wurden 2012/1013 drei vakante Register ergänzt, sodass das Werk seitdem über 18 Register verfügt.
| I Hauptwerk C–d3 |                |    |  |
| 1.               | Principaal     | 8′ |  |
| 2.               | Rohr-Fleute    | 8′ |  |
| 3.               | Octave         | 4′ |  |
| 4.               | Spits-Fleute   | 4′ |  |
| 5.               | Nashorn        | 3′ |  |
| 6.               | Octave         | 2′ |  |
| 7.               | Mixtuur III    |    |  |
| 8.               | Sesquialter II |    |  |
| 9.               | Trompete B/D   | 8′ |  |

| II Brustwerk C–d3 |              |       |
| 10.               | Gedact       | 8′    |
| 11.               | Fleute       | 4′    |
| 12.               | Spits-Fleute | 2′    |
| 13.               | Quinte       | 1 ⁄3′ |
| 14.               | Scharf II    |       |
| 15.               | Krumhorn     | 8′    |

| Pedalwerk C–d1 |           |     |
| 16.            | Sub.Bas   | 16′ |
| 17.            | Octav-Bas | 8′  |
| 18.            | Trompete  | 8′  |

- Koppeln: II/I (Schiebekoppel), I/P (Manubrien), II/P (Manubrien)
- Nebenregister: Nachtigall, Tremulant (ganze Orgel), Kalkantzug (Motorschalter)
- Winddruck: 65 mmWS
- Stimmung:
  - Höhe a1= 440 Hz
  - Vallotti-Stimmung (1⁄6-Komma)